# Petru Pintilie
Petru Pintilie (n. 3 decembrie 1922, Chilia Veche, județul Tulcea – d. 21 mai 1983 Timișoara) a fost un scriitor român.

## Biografie
Petru-Aurel Pintilie s-a născut pe 3 decembrie 1922 la Chilia-Veche, [[județul Tulcea. Părinții săi erau Ion Pintilie (comandant de vas grăniceresc pe Dunăre) și Maria Pintilie (casnică).
Familia sa a trăit la Brăila, unde Petru a făcut studiile primare între 1929-1933 la Școala nr. 4, apoi la Liceul „Nicolae Bălcescu”, absolvit în 1941.
Între 1941-1946 studiază filosofia la Facultatea de Litere și Filosofie din Cluj, apoi din Sibiu (în timpul refugiului din Nordul Ardealului), facultate pe care a absolvit-o în 1946 și în paralel trei ani la Facultatea de Medicină. Este o perioadă de intense căutări ideatice și literare, scrie poezie, se împrietenește cu Ștefan Augustin Doinaș, Ioanichie Olteanu, Cornel Regman, Deliu Petroiu, Ovidiu Cotruș, I. D. Sârbu, între alți colegi de generație. Printre profesorii săi pot fi amintiți Lucian Blaga, D. D. Roșca, Liviu Rusu, Onisifor Ghibu etc.
În ianuarie 1945 se căsătorește cu o colegă, Ileana-Ligia Demian, din Timișoara, studentă la Filologie (Germană și Italiană). Nași la căsătorie au fost profesorul de limba italiană, Umberto Cianciolo și Eta, viitoare poetă și traducătoare din italiană Eta Boeriu. Au avut doi copii: Andrei-David (1950-1994), istoric de artă, stabilit la București și Ileana-Maria (n. 1956), istoric și critic de artă, profesor la Universitatea de Vest din Timișoara.
Între 1950-1954 ispășește pe nedrept o pedeapsă la Canal, condamnat pe motive politice minore (vezi Memorialul scriitorilor români deținuți în închisorile comuniste. Lista Memorialul Cărturarilor încarcerați, responsabil de proiect Ion Lazu, 12 aprilie 2008, pagină online și Ion Lazu, Memorialul scriitorilor încarcerați sub regimul comunist, în www.revistamemoria.ro, 2017).
Petru Pintilie a decedat pe 21 mai 1983 la Timișoara.

## Activitate publică
În perioada 1945-1948 devine redactor, apoi secretar de redacție la Lupta Ardealului, un ziar din Cluj care readucea limba română în actualitatea jurnalistică din Ardealul de Nord, retrocedat țării. Este coleg cu Vasile Dumitrescu (atunci redactor șef), Francisc Păcuraru, Ioanichie Olteanu, Pavel Apostol, Ion Lungu; majoritatea acestor colegi vor activa și mai târziu în mediul literar și în presă.
După eliberarea din închisoare se stabilește la Brăila cu întreaga familie. 
La început nu reușește să publice în presă și are mici slujbe neimportante (bibliotecar la Uzinele ”Progresul” din Brăila etc.). Situația s-a schimbat după ce a publicat primul roman Paiațe și oameni,  în colaborare cu Aurel Iosefini. Romanul a apărut la E.S.P.L.A. din București în 1958 și a marcat debutul său literar.

## Opera
- P. Pintilie & A. Iosefini Paiațe și oameni, roman, E.S.P.L.A., 1958
- Petru Pintilie Robinsonii ierburilor, piesă de teatru pentru Teatrul de păpuși, 1963, spectacol montat și jucat la Teatrul de păpuși din Brăila.
- Petru Pintilie Arena magică, scenariu pentru spectacol de circ, Circul de Stat din București, 1964, pentru stagiunea 1964-1965.
- G. Ciprian Scrieri, E.S.P.L.A., 1965, vol. I și II, ediție îngrijită de Petru Pintilie, cu o Prefață – studiu introductiv și o Addenda: Urmuz – Scrieri.
- Petre Pintilie Brăila, în colecția ”Patria noastră”, Editura Tineretului, 1966, ediția a doua, Editura Proilavia, Brăila, 2018, având în introducere cronica scrisă de Perpessicius la prima ediție, un text evocator de Fănuș Neagu și altul de Ștefan Augustin Doinaș, precum și o postfață de Viorel Coman, editorul noii apariții.
- C. Sandu-Aldea Pe drumul Bărăganului. Nuvele și schițe, Editura pentru Literatură, 1969, ediție îngrijită și studiu introductiv de Petru Pintilie.
- Petru Pintilie Aprindeți stelele, scenariu pentru un spectacol de circ, Circul de Stat din București, pentru stagiunea 1973-1974.

### Scrieri postume
- Petru Pintilie Liziera. La lisière, Editura Mirton, Timișoara, 2001, roman, cuvânt înainte de Ștefan Augustin Doinaș, postfață de Livius Ciocârlie, ediție bilingvă română-franceză, traducerea în franceză de Liliana Șomfălean și Maria Țenchea, ediție îngrijită de Ileana Pintilie Teleagă.
- Petru Pintilie Eseuri, editura Proilavia, Brăila, 2023, volum alcătuit și îngrijit de Ileana Pintilie Teleagă.
- În manuscris: De la Edgar Poe la San–Antonio. Geneza, structura și evoluția literaturii polițiste,1973.

### Colaborări la reviste
- În perioada 1967-1970 a devenit reporter special la cotidianul ”Scînteia”, pentru care face reportaje culturale, unele apărute și în Almanahul Scînteia.
- Din 1971 devine colaborator la România Liberă și publică în revistele culturale din țară: Gazeta Literară, România Literară, Luceafărul, Viața Românească (București), Tribuna și Steaua (Cluj), Ateneu (Bacău), Tomis (Constanța), Orizont (Timișoara).
- Ocazional a colaborat la Radio-Televiziunea Română și a fost referent la Editura Pentru Literatură și la Editura Meridiane.
- A colaborat cu Teatrul Municipal din Brăila și cu Teatrul de Păpuși etc.
- A lucrat la proiectul unei reviste culturale regionale (1967-1968).

### Colaborări la volume colective sau presă
- Petru Pintilie Contribuții bio-bibliografice la C. Sandu-Aldea, în Pagini dunărene, Galați, 1968, pp 301-316.
- Petru Pintilie Constantin Sandu Aldea – Omul și opera, în volumul Zilele culturii brăilene, Brăila, 1970, pp. 165-191.
- Petru Pintilie Despre un spirit al Brăilei și câțiva scriitori brăileni de limbi străine, în volumul Zilele culturii brăilene, Brăila, 1970, pp. 159-163.
- Petru Pintilie Orașul Chiralinei, în România Literară, 1975
- Petru Pintilie Fișă biografică și fragment din romanul Liziera, Revista Dunărea. Revistă de cultură, Brăila, nr. 2/1998, pp. 15-17.